# Blossoms (album)
Blossoms è l'album di debutto del gruppo musicale britannico Blossoms, pubblicato il 5 agosto 2016.

## Tracce
1. Charlemagne – 2:46
2. At Most a Kiss – 2:58
3. Getaway – 2:59
4. Honey Sweet – 3:35
5. Onto Her Bed – 2:35
6. Texia – 3:27
7. Blown Rose – 3:10
8. Smashed Pianos – 3:18
9. Cut Me and I’ll Bleed – 3:20
10. My Favourite Room – 3:30
11. Blow – 3:38
12. Deep Grass – 4:45

## Formazione
- Tom Ogden – (voce, chitarra)
- Charlie Salt – (basso, synthesizer, seconda voce)
- Josh Dewhurst – (chitarra, percussioni)
- Joe Donovan – (batteria)
- Myles Kellock – (tastiere, synthesizer, seconda voce)

## Classifiche

### Classifiche settimanali
| Classifica (2016) | Posizione massima |
| ----------------- | ----------------- |
| Irlanda           | 12                |
| Paesi Bassi       | 185               |
| Scozia            | 1                 |
| Regno Unito       | 1                 |

### Classifiche di fine anno
| Classifica (2016) | Posizione |
| ----------------- | --------- |
| Regno Unito       | 92        |